# Ordinul Casei de Hohenzollern
Ordinul Casei de Hohenzollern a fost fondat la 5 decembrie 1841 de Friederich Wilhelm al IV-lea Constantin zu Hohenzollern-Heilingen și de prințul Karl Anton de Hohenzollern, sub numele CRUCEA DE ONOARE PRINCIARĂ HOHENZOLLERN. Din 1842 este renumit, pentru a se face distincția între ordinul regal și cel princiar.
Din ramura Hohenzollern-Sigmaringen se trage și Dinastia Regală a României: Carol I, Ferdinand I, Carol al II-lea, Mihai I. Prințul Karl Anton de Hohenzollern și principesa Josefina, părinții lui Carol, au avut 6 copii : Leopold, Stefania, Carol, Anton, Friederich și Maria.

## Duci, principi electori și regi din dinastiaHohenzollern
- Albert, duce al Prusiei (1525–1568)
- Albert Frederic (1568 –1577)
- Georg Frederic (Regent, 1577–1603)
- Joachim al III-lea Frederic, principe elector (Regent, 1603–1608)
- Johann Sigismund (1618–1619; Regent, 1608–1618)
- Georg Wilhelm (1619–1640)
- Friedrich Wilhelm I (1640–1688)
- Friedrich al III-lea (1688–1701), viitorul rege Friedrich I al Prusiei
- Friedrich I al Prusiei (1701–1713)
- Friedrich Wilhelm I (1713–1740)
- Friedrich al II-lea al Prusiei (supranumit „Frederich cel Mare”, 1740–1786)
- Friedrich Wilhelm al II-lea al Prusiei (1786–1797)
- Friederich Wilhelm al III-lea al Prusiei (1797–1840)
- Friedrich Wilhelm al IV-lea al Prusiei (1840–1861)
- Wilhelm I (1861–1888), împărat al Germaniei
- Friedrich al III-lea (1888), împărat al Germaniei numai 99 de zile
- Wilhelm al II-lea (1888–1918), împărat al Germaniei

Linia dinastică a Hohenzollern este continuată în Germania postbelică de:
- Prințul Wilhelm al Prusiei (1941–1951)
- Prințul Louis Ferdinand al Prusiei (1951–1994)
- Prințul Georg Friedrich al Prusiei (1994–prezent)

În România, în anul 1866, dinastia Hohenzollern este aleasă ca dinastie domnitoare de către clasa politică autohtonă, în frunte cu prim-ministrul Ion Brătianu, înlocuind-o pe cea a lui Cuza-vodă (1859-1866).
Regii României, prinți de Hohenzollern-Sigmaringen:
- Carol I (domnitor al României 1866–1881; rege 1881-1914);
- Ferdinand I al României (1914–1927);
- Mihai I al României (1927–1930 (regență) și 1940–1947) și
- Carol al II-lea al României (1930–1940).